# Kobayashi-ryu
Kobayashi-ryu (em japonês:  小林流, Kobayashi-ryũ)[a] é uma escola de caratê do estilo Shorin-ryu, dentre aquelas nas quais o sistema é hoje compreendido[b], fundada por Choshin Chibana.

## História
Depois do falecimento de Anko Itosu, Choshin Chibana, que era um de seus principais alunos, planeava continuar a treinar e ensinar o mesmo estilo de caratê ensinado por seu mestre, mantendo-se o nome de Shorin-ryu. Todavia, como pelo mestre foram usados os ideogramas "sho" (小, miúdo, jito) e "rin" (林, bosque), mas estes também podem sonar como "ko" e "hayashi", respectivamente, a escola também foi chamada de Kobayashi, o que nunca fez Chibana, pois sua intenção era prestar tributo ao templo Shaolin.
O primeiro dojô foi aberto em 1920, em Torihori, um distrito de Shuri.
Após o falecimento de Chibana, em 1969, os alunos mais graduados criaram suas próprias linhagens dentro do Kobayashi-ryu: Shubokan, por Nakama Chozo; Kyudokan, por Yuchoku Higa; Shidokan, por Katsuya Miyahira; Shorinkan, por Shugoro Nakazato; Shinshukan, por Yoshihide Shinzato. Entretanto, a liderança do estilo coube formalmente ao mestre Miyahira.

### No Brasil
No Brasil, o estilo foi introduzido pelo mestre Yoshihide Shinzato, que, depois de ter imigrado em 1954 para o país, passou a ensinar a arte marcial aos jovens de origem nipônica na própria residência. Posteriormente, aquele dojô cresce e se transforma numa grande entidade representativa do estilo Shorin-ryu, tendo adeptos e outras entidades filiadas no Brasil e no exterior. Atualmente, o líder da linhagem é o mestre Masahiro Shinzato.

## Características
Este ramo Shorin-ryu pratica os kata Pinan shodan, Pinan nidan, Pinan sandan, Pinan yondan, Pinan godan, Naihanchi shodan, Naihanchi nidan, Naihanchi sandan, Passai sho, Passai dai, Kusanku sho, Kusanku dai, Gojushiho, Rohai, Chinto, Wanshu.